# Arnaldo (vescovo di Acqui)
Arnaldo (Pavia, ... – 24 giugno 989) è stato un vescovo italiano, vescovo della diocesi di Acqui dal 978 alla sua morte.

## Biografia
Parente del vescovo Dudone è considerato nativo di Pavia. 
Secondo alcuni storici partecipò a una dieta a Verona nel 982 anche se questa informazione è contestata da Savio che ritiene non vi siano documenti a comprovare né la presenza del vescovo né l'esistenza stessa della dieta.
Secondo la pergamena riportata nei suoi Solatia da Gregorio Pedroca il vescovo Arnaldo resse la diocesi acquese per 11 anni fino alla sua morte avvenuta il 24 giugno e venne sepolto nella chiesa di San Pietro; secondo la ricostruzione di Savio l'anno della sua morte fu il 989.
Alla morte del vescovo seguirono 5 mesi e 14 giorni di sede vacante.